# Esfera

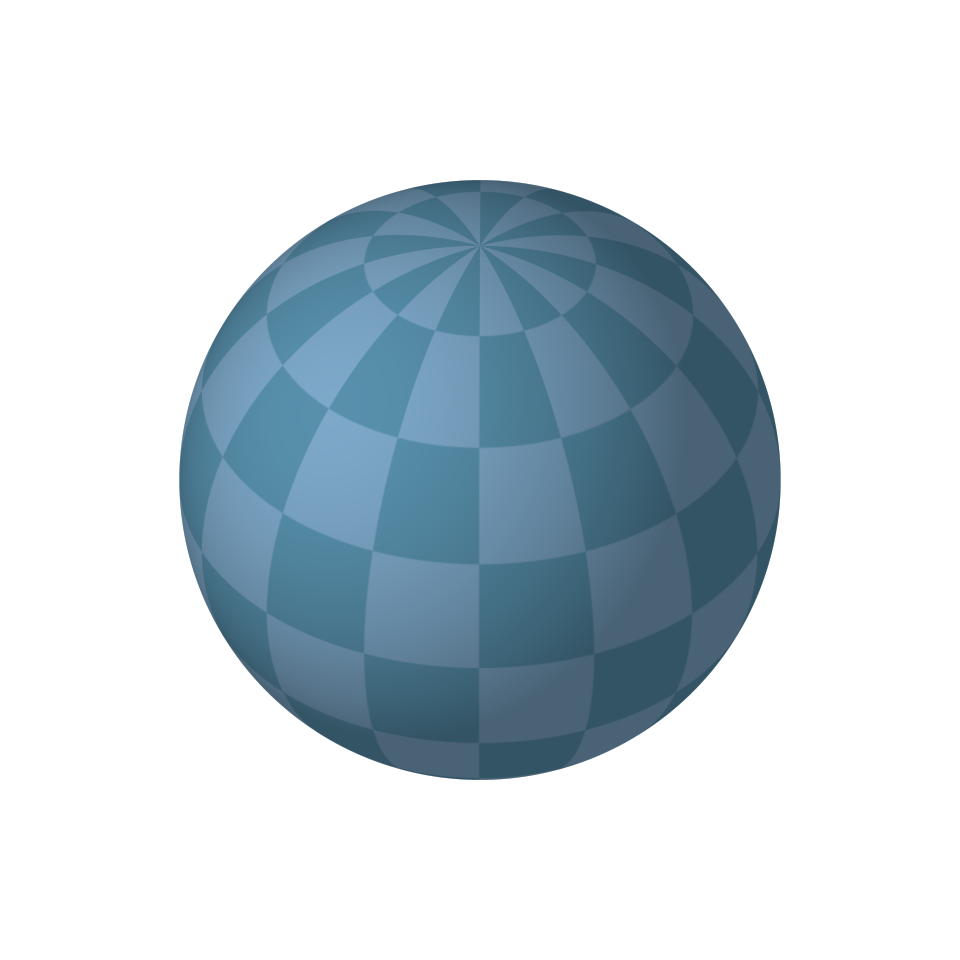
Uma esfera.

A esfera pode ser definida como  "uma sequência de pontos alinhados em todos os sentidos à mesma distância de um centro comum". É tida também como um sólido geométrico formado por uma superfície curva contínua, cujos pontos estão equidistantes de um outro fixo e interior, chamado centro, ou seja: é uma superfície fechada de tal forma que todos os pontos dela estão à mesma distância de seu centro; ou ainda: de qualquer ponto de vista de sua superfície, a distância ao centro é a mesma. A esfera pode ser obtida através do movimento de rotação de um semicírculo em torno de seu diâmetro. 
Uma esfera é um objeto tridimensional perfeitamente simétrico. Na matemática, o termo se refere à superfície de uma bola. Na física, esfera é um objeto (usado muitas vezes por causa de sua simplicidade) capaz de colidir ou chocar-se com outros objetos que ocupam espaço.
Quanto à geometria analítica, uma esfera é representada (em coordenadas retangulares) pela equação: {\displaystyle (x-a)^{2}+(y-b)^{2}+(z-c)^{2}\leq r^{2}} em que a, b, c são as coordenadas do centro da esfera nos eixos x, y, z respectivamente, e r é o raio da esfera.
A esfera é uma forma circular ou seja esférica como a forma de uma bola.

## Área e volume

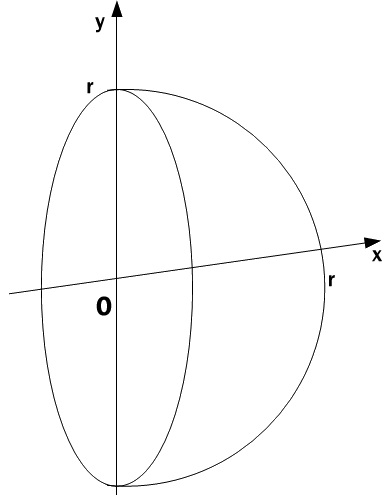
semi-esfera

A área de uma superfície esférica é obtida pela fórmula:
{\displaystyle A=4\pi r^{2}}
O volume de uma esfera é dado pela fórmula:
{\displaystyle V={\frac {4}{3}}\pi r^{3}}
onde r é o raio da esfera e π é a constante pi.

## Calota x segmento esférico

Parte azul: calota; parte branca: segmento esférico.

Calota seria metaforicamente "a tampa de uma laranja", demonstrada pela parte azul no desenho.
Área da calota:
{\displaystyle Ac=2\pi \cdot R\cdot h}
Área do Segmento Esférico:
{\displaystyle As=At-Ac}
Em que, As é a área do segmento, At área total da esfera e, Ac área da calota.
Logo, o volume do segmento é:
{\displaystyle V={\pi \cdot h^{2} \over 3}\cdot (3\cdot R-h)}

## Fuso x cunha
Em azul é o fuso, em cinza é a cunha.
Fuso é uma parte da esfera, podendo ser representada por um "gomo de tangerina" (metaforicamente). Formalmente, o fuso é a interseção da superfície de uma esfera com um diedro cuja aresta contém um diâmetro da mesma.
Área do fuso:
{\displaystyle Af={\alpha  \over 360}\cdot 4\pi \cdot r^{2}}
{\displaystyle \alpha } é o ângulo (em graus) do fuso.
Uma cunha é a interseção de uma esfera com um diedro cuja aresta contém um diâmetro da esfera.
O volume da cunha é:
{\displaystyle Vc={\alpha  \over 360}\cdot {4 \over 3}\cdot \pi r^{3}}
Nota-se que a área e o volume da cunha podem ambos ser obtidos subtraindo-se os respectivos valores para o fuso do valor total para a esfera.

## Volume

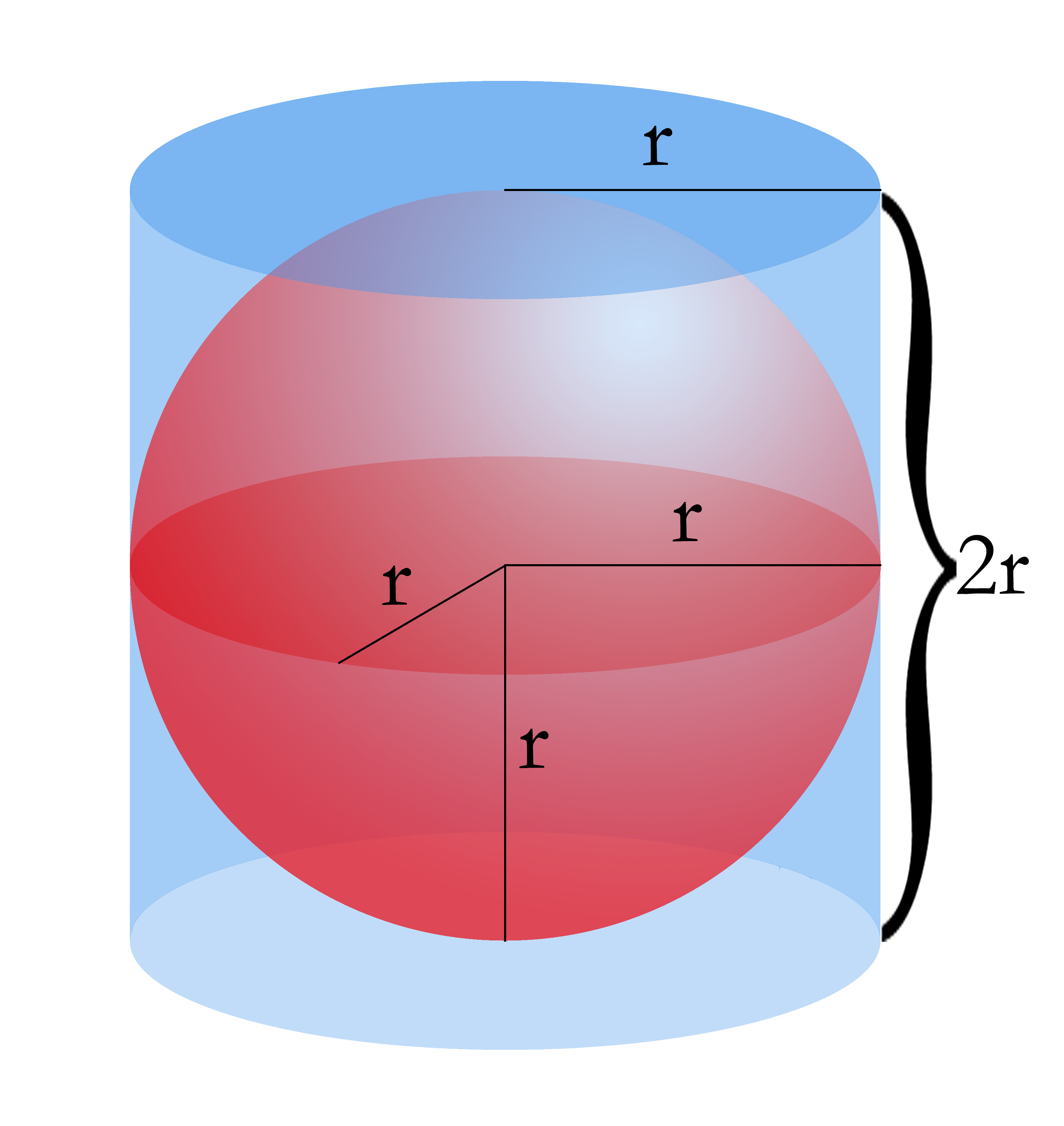
Esfera de Arquimedes

O volume de uma semi-esfera é igual a soma dos volumes de discos, concêntricos e de espessura infinitesimal, empilhados ao longo do eixo x, de x = r (y = 0) até x = 0 onde o disco tem raio r (y = r).
Num dado x, o volume incremental (δV) é dado pelo produto da área transversal no ponto x pela largura (δx):
{\displaystyle \delta V\approx \pi y^{2}\cdot \delta x.}
O volume da semi-esfera é o somatório de todos os volumes dos discos infinitesimais.
{\displaystyle V_{\frac {1}{2}}\approx \sum \pi y^{2}\cdot \delta x.}
No limite em que δx se aproxima de zero fica:
{\displaystyle V_{\frac {1}{2}}=\int _{x=0}^{x=r}\pi y^{2}dx.}
em toda a evolução de "x" o raio da esfera (r) é sempre constante formando um triângulo retângulo conectando x, y e r à origem, obedecendo ao teorema de Pitágoras:
{\displaystyle r^{2}=x^{2}+y^{2}.}
Substituindo y:
{\displaystyle V_{\frac {1}{2}}=\int _{x=0}^{x=r}\pi (r^{2}-x^{2})dx.}
Calculando a integral:
{\displaystyle V_{\frac {1}{2}}=\pi \left[r^{2}x-{\frac {x^{3}}{3}}\right]_{x=0}^{x=r}=\pi \left(r^{3}-{\frac {r^{3}}{3}}\right)={\frac {2}{3}}\pi r^{3}.}
Que é o valor da semi-esfera. Dobrando este valor temos o volume total da esfera:
{\displaystyle V={\frac {4}{3}}\pi r^{3}.}

## Área

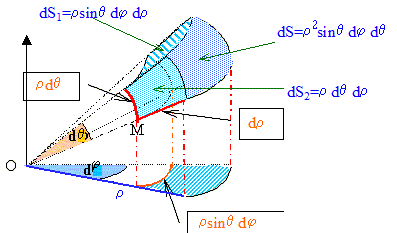
Cálculos de superfície de uma esfera

Uma vez provado o volume, podemos demonstrar a área da superfície a partir deste resultado (que se explica ao entender que uma esfera é a composição de "cascas de esfera" de espessura infinitesimal, "uma dentro da outra"):
{\displaystyle {\frac {4}{3}}\pi r^{3}=\int _{0}^{r}A(r)dr.}
Usando a primeira parte do teorema fundamental do cálculo, onde {\displaystyle F(r)=\int _{0}^{r}A(r)dr}, temos que {\displaystyle F'(r)=A(r)}, logo:
{\displaystyle 4\pi r^{2}=A(r).}
Que pode ser abreviada como:
{\displaystyle A=4\pi r^{2}.}
A área também pode ser obtida usando coordenadas esféricas. Um elemento infinitesimal de área de superfície da esfera, em coordenadas esféricas é dado por:
{\displaystyle dA=r^{2}\mathrm {sen} \,\theta \,d\theta \,d\phi .}
Logo, a área total será:
{\displaystyle A=\int _{0}^{2\pi }\int _{0}^{\pi }r^{2}\mathrm {sen} \,\theta \,d\theta \,d\phi \ =4\pi r^{2}.}

## Equação da esfera em R3
Em geometria analítica, uma esfera com centro (x0, y0, z0) e raio r é o lugar geométrico tal que:
{\displaystyle (x-x_{0})^{2}+(y-y_{0})^{2}+(z-z_{0})^{2}=r^{2}.}
Na forma parametrizada
{\displaystyle x=x_{0}+r\mathrm {cos} \,\theta \;\operatorname {sen} \varphi }
{\displaystyle y=y_{0}+r\mathrm {sen} \,\theta \;\mathrm {sen} \,\varphi \qquad (0\leq \theta \leq 2\pi {\mbox{ e }}0\leq \varphi \leq \pi )}
{\displaystyle z=z_{0}+r\cos \varphi }